# Иногда они возвращаются (фильм)
«Иногда они возвращаются» (англ. Sometimes They Come Back) — фильм ужасов, экранизация одноимённого произведения Стивена Кинга.

## Сюжет
Школьный учитель Джим Норман с женой и сыном возвращается в городок своего детства, где в 1963 году его старший брат Уэйн был убит хулиганами, которые затем погибли в железнодорожной катастрофе.
Однако возвращение оказывается сопряжено с кошмарами, которые становятся реальностью. Трое хулиганов, погибших тогда, убивают троих учеников Джима, и занимают их места в классе. Однако их конечная цель — месть Джиму. Они заманивают Нормана и его семью в туннель, однако Джим вызывает на помощь из иного мира своего брата Уэйна.

## В ролях
- Тим Мэтисон — Джим Норман
- Брук Эдамс — Салли Норман
- Роберт Раслер — Ричард Лоусон
- Крис Диметрал — Уэйн Норман
- Роберт Хай Гормен — Скотт Норман
- Уильям Сандерсон — Карл Мюллер
- Николас Сэдлер — Винни Винсент
- Бентли Митчэм — Дэвид Норт
- Мэтт Нолан — Билл Стернс
- Тиша Валенца — Кейт
- Чэдд Найрджис — Чип
- Тимоти Грэм — Шеф полиции Паппас
- Уильям Кульке — Директор Симмонс
- Дункан МакЛеод — Офицер Нил
- Нэнси МакЛафлин — Доктор Бернарди

В отличие от книги злодеи возвращаются спустя 27, а не 17 лет. Это является отсылкой к роману «Оно», где клоун Пеннивайз возвращается каждые 27 лет.
Перед сном Джим и Салли смотрят фильм «Кинг-Конг» (1976), который также продюсировал Дино Де Лаурентис.